# 恩托托山

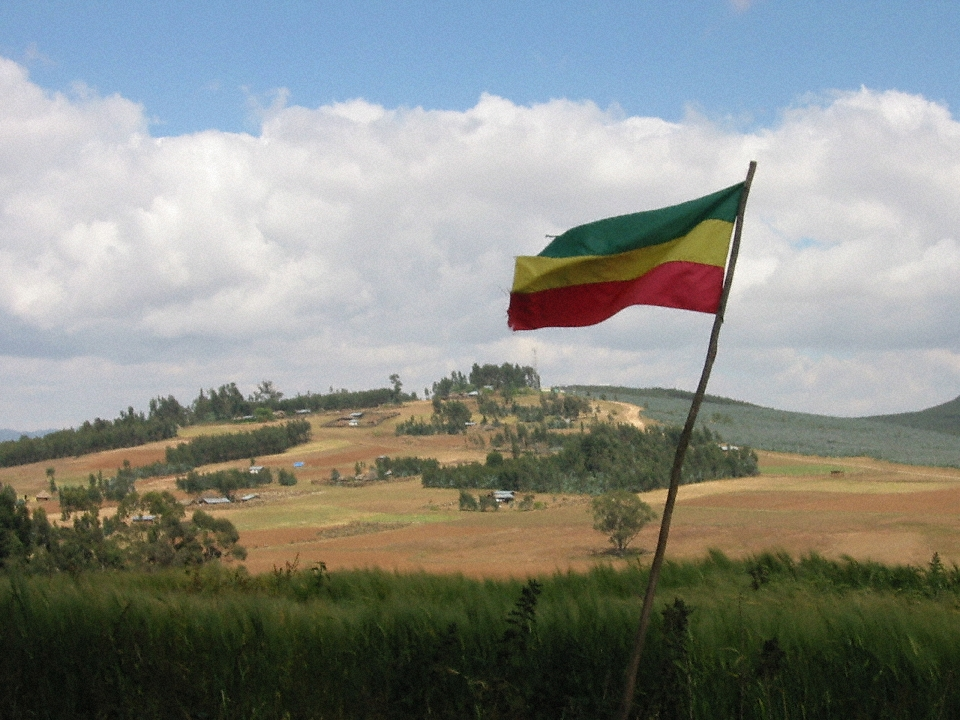
恩托托山頂部

恩托托山是埃塞俄比亞亞的斯亞貝巴的最高峰，海拔3,200（10,500英尺），是恩托托山脈的一部分。埃塞俄比亞皇帝孟尼利克二世在創立了亞的斯亞貝巴時曾在此建造宮殿。除了皇宮，山上還有一些教堂。 埃塞俄比亞空間科學學會在最高點處設有一個天文台。